# Montesa Impala
La Montesa Impala fou un model de motocicleta de turisme fabricat per Montesa en dues etapes: la primera, de 1962 a 1971 i la segona, amb el nom d'Impala 2, de 1982 a 1989. Al llarg de la seva vida comercial se'n produïren diverses versions gairebé sempre en dues cilindrades (175 i 250 cc, a banda d'una versió de 125 cc de la Impala 2), i fins i tot algunes d'adaptades per a motocròs, enduro i trial. Totes compartien, però, les mateixes característiques generals: motor de dos temps monocilíndric refrigerat per aire, bastidor de simple bressol, frens de tambor i amortidors de forquilla convencional davant i telescòpics darrere.
Durant la seva època daurada, la dècada de 1960, la Impala representà un dels majors èxits comercials de Montesa, arribant a gaudir d'una forta implantació. Els seus punts forts eren una gran fiabilitat tècnica i una estètica impecable, factor aquest que l'any del seu llançament li valgué el premi Delta d'Or de disseny industrial, atorgat per l'ADI-FAD. A banda, oferia altres avantatges que la feien especialment apta per a la ciutat, entre els quals la seva lleugeresa i baix consum.
Lluny de passar de moda, la Montesa Impala ha esdevingut un objecte de culte i és una de les motocicletes clàssiques catalanes més preuades pels afeccionats (n'hi ha que estan disposats a pagar fins a 9.000 euros per a aconseguir-ne una). Actualment n'hi ha encara unes 2.500 en circulació, la gran majoria als Països Catalans -principalment a Barcelona, però també a Girona, Lleida, Mallorca i el País Valencià, i algunes a Galícia i a Madrid. Al voltant d'aquest model s'ha creat tota una xarxa de tallers especialitzats, restauradors i associacions d'usuaris (el Moto Club Impala, per exemple, comptava el 2013 amb més de tres cents socis). Una demanda semblant n'ha disparat també els robatoris, fins al punt que l'estiu de 2009, a Barcelona se'n robaren 56.

## Història
El creador de la Impala fou Leopoldo Milà, qui el 1958 havia estat promogut a director del departament tècnic de Montesa després que Francesc Xavier Bultó i la majoria de l'equip directiu tècnic haguessin abandonat l'empresa per desavinences amb Pere Permanyer. Milà decidí aleshores tirar endavant un projecte que venia covant feia temps: un disseny innovador de moto de 2 temps i 175 cc que havia de ser còmoda, robusta i fiable. Fou un dels projectes més ambiciosos de Montesa i coincidí en el temps amb el trasllat de la fàbrica des del Poblenou a Esplugues de Llobregat, provocat pel creixement de l'empresa, que fou enllestit cap a 1962.

### Gestació

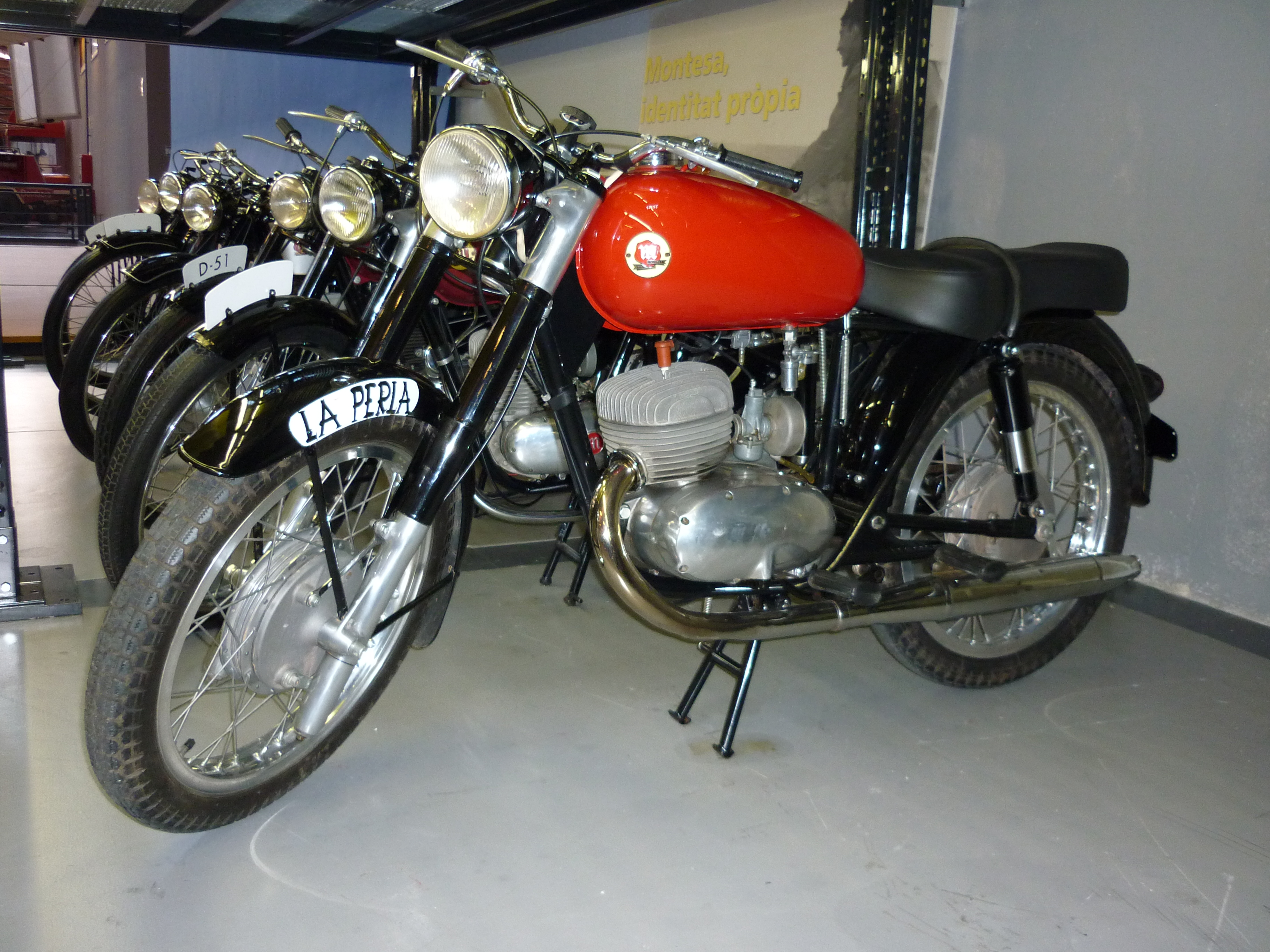
La Perla, un dels 3 models de pre-sèrie que participaren a l'Operació Impala el 1962

Un cop ja com a dissenyador en cap, Milà deixà de banda el projecte de motor «mono-block» en què estava treballant aleshores i va començar a definir una nova moto basant-se en les seves pròpies idees i filosofia. L'objectiu era construir-ne una d'econòmica i que gastés poca benzina però que fos capaç de superar els 100 km/h. Per a aconseguir-ho, considerava bàsics tres principis: que no tingués vareta d'embragatge, que la transmissió no fos per cadena primària ans per pinyons, i que el canvi fos al mateix bloc que la resta del motor, amb un mateix càrter.
Per a dissenyar-ne el motor partí de zero, obtenint-ne finalment un de força diferenciat estèticament dels anteriors de la marca. El cilindre estava fabricat amb alumini injectat, el primer fabricat a Catalunya amb aquest sistema. El canvi també es va dissenyar completament nou, amb totes les peces arrodonides, sense esquadres. La tracció era per agulles, i l'eix no tenia punt de ruptura. El tub d'escapament (responsable del so tan peculiar de la Impala), fou dissenyat per un alemany anomenat Göerg, fabricant de llanxes de velocitat, qui en aquells moments col·laborava amb l'empresa.
Pel que fa a la forma del dipòsit, tret també distintiu de la Impala, vingué determinada per aspectes econòmics, ja que aquella forma n'abaratia el procés de fabricació.

### L'Operació Impala
A final de 1961, mentre la futura Impala encara estava en fase de disseny, a Oriol Regàs se li acudí d'organitzar una travessia per l'Àfrica com a plataforma publicitària, per a demostrar-ne la qualitat. La iniciativa s'anomenà «Operació Impala» i comptà amb el patrocini de Montesa i de la marca de lubricants Wynn's, cinc aventurers catalans en van ser els protagonistes: el mateix Regàs, tres experts pilots de ral·lis i curses motociclistes (Juan «Tei» Elizalde, Rafa Marsans i Enric Vernis) i l'escriptor Manuel Maristany, qui tot i no tenir experiència en el món del motor hi anava com a fotògraf i cronista. A bord de tres motocicletes de presèrie de la futura Impala i amb un Land Rover com a vehicle de suport, tots cinc recorregueren en cent dies (del 15 de gener al 16 d'abril de 1962), 20.000 km entre Ciutat del Cap i Tunis.
Havent superat aquesta dura prova, la fiabilitat del nou model quedava ben palesa. De passada, l'operació inspirà Montesa a l'hora de batejar el nou model, que fou presentat al públic amb aquest cèlebre nom: Impala.

### Llançament
Finalment, la Montesa Impala va ser presentada en societat a les 18.30 hores del 30 de maig de 1962, i es va posar finalment a la venda el mes de juny. Aquell mateix mes es publicà el primer reportatge sobre la nova moto al número 20 de la revista Grand Prix (editada per Piti Millet i Oriol Regàs).
Des del moment de la seva comercialització, el nou model de Montesa esdevingué un èxit de vendes i només el primer any ja se'n vengueren més d'11.000 unitats. Aquell any, 1962, la Impala obtingué el premi Delta d'Or al millor disseny industrial. Els arguments que la'n feren mereixedora foren, segons el jurat, «la seva bellesa estètica, el racional ús dels materials i la seva aconseguida solució utilitària», virtuts que la convertien en «el vehicle de millor disseny i concepció».

### Èxits esportius

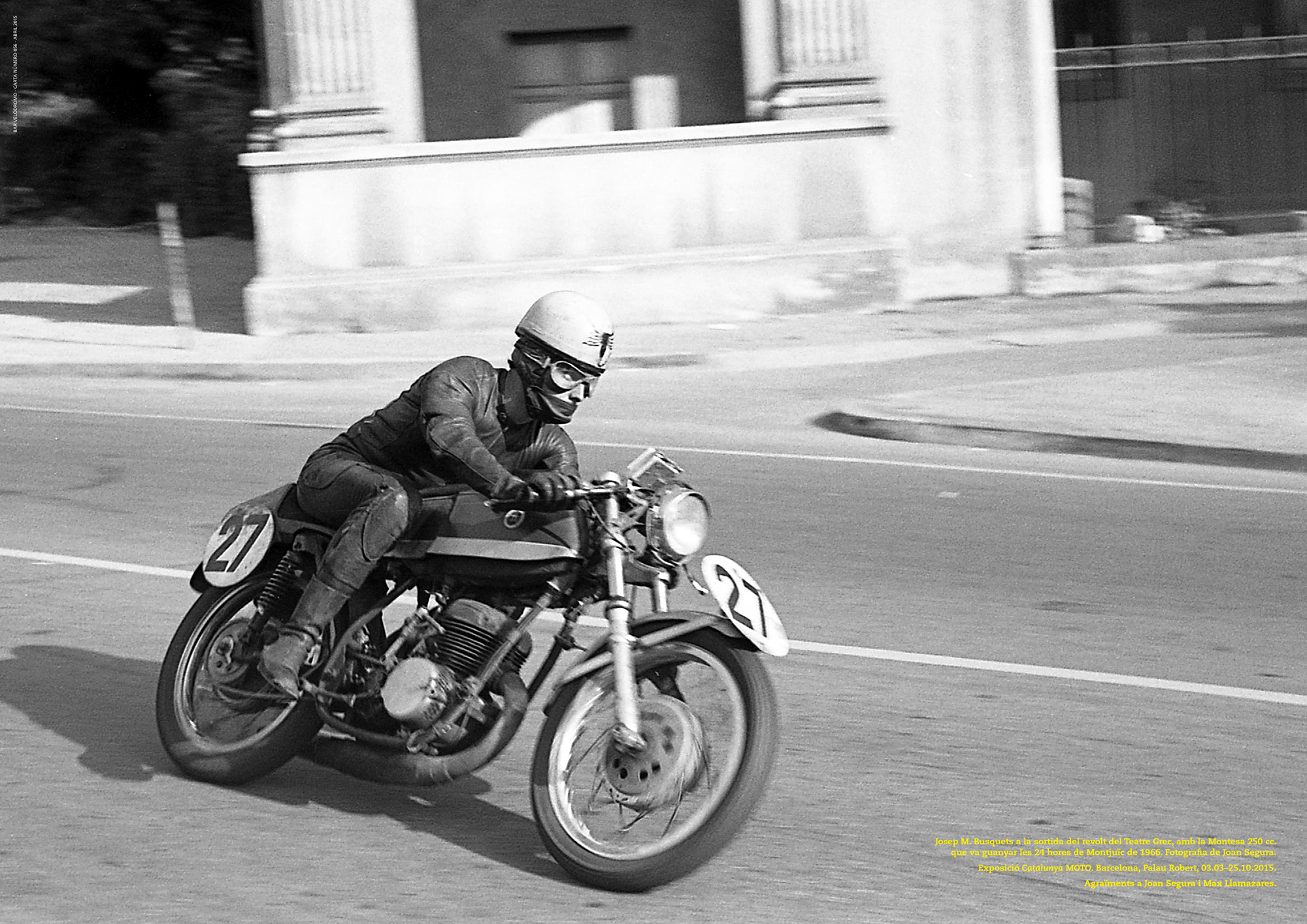
Josep Maria Busquets amb la Montesa Impala 250 camí de la victòria a les 24 Hores de Montjuïc de

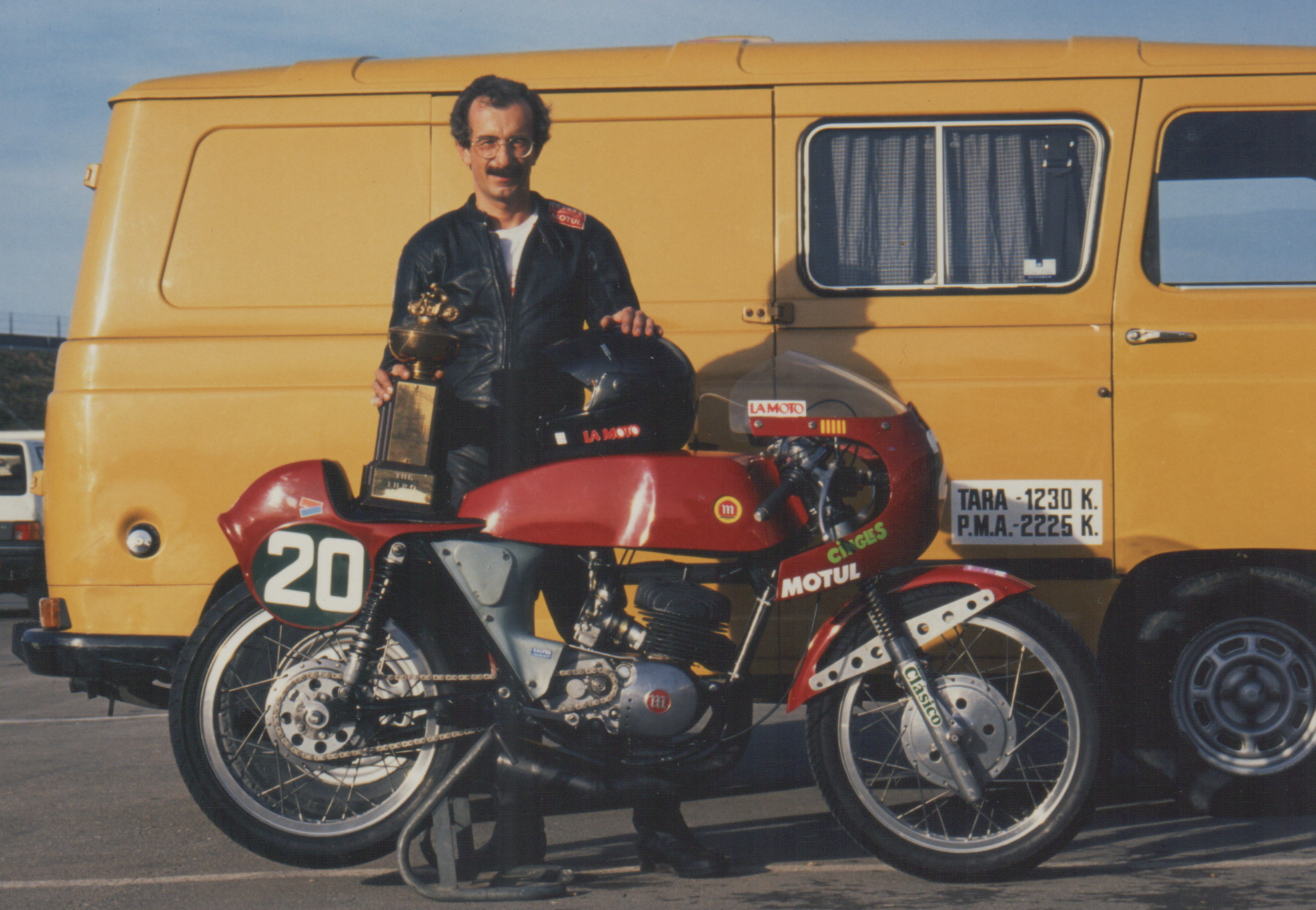
Jordi Fornas amb la Montesa Impala 250 "Blitz" i lIHRO Trophy que guanyà el 1992.

Esportivament, la Impala aconseguí també molts èxits. Al seu palmarès hi ha molts ral·lis de carretera i, pel que fa a les versions de motocròs, força victòries també en aquesta disciplina. Però el seu èxit més destacat fou sens dubte la victòria absoluta en dues edicions de les 24 Hores de Montjuïc: El 1963, els germans Enric i Jordi Sirera ho aconseguiren a bord d'una Impala Sport 250cc, superant de passada el rècord de la prova en completar 620 voltes al circuit, recorrent un total de 2.353,251 km amb una velocitat mitjana de 98,052 km/h. El 1966, els guanyadors foren Josep Maria Busquets i l'italià Francesco Villa, els quals superaren la barrera dels 100 km/h de mitjana i establiren el rècord en 102,047 km/h.
La Montesa Impala ha experimentat una revifalla esportiva d'ençà de les dècades de 1980 i 1990, quan tornà a ser molt present en les curses de motos antigues, les anomenades clàssiques. Un dels pilots més reeixits d'aquesta nova era ha estat Jordi Fornas, actualment un conegut polític, qui amb una Impala 250 Sport transformada ha obtingut nombrosos èxits internacionals, arribant a guanyar l'IHRO Trophy la temporada de 1992.

#### Palmarès
- Curses destacades guanyades amb Montesa Impala:[18]

| Data             | Campionat                                   | Guanyador                                                 |
| ---------------- | ------------------------------------------- | --------------------------------------------------------- |
| 23 Set. 1962     | IX Trofeu Internacional Canes-Ginebra-Canes | Absolut: Josep Esteve Per equips: Esteve - Anet - Marsans |
| 4 Nov. 1962      | XI Volta al Vallès                          | Motocicletes: Artur Roures                                |
| 17 Març 1963     | XI Ral·li Costa Brava                       | Motocicletes: Oriol Regàs                                 |
| 6 i 7 Jul. 1963  | IX 24 Hores de Montjuïc                     | Absoluts: Enric i Jordi Sirera                            |
| 9 i 10 Jul. 1966 | XII 24 Hores de Montjuïc                    | Absoluts: Josep Maria Busquets i Francesco Villa          |

- Campionats estatals guanyats amb Montesa Impala:[18]

| Data  | Cursa                                    | Campió                               |
| ----- | ---------------------------------------- | ------------------------------------ |
| 1962  | Campionat d'Espanya de motocròs 250cc    | Pere Pi                              |
| 1963  | Campionat d'Espanya de velocitat 175cc   | Jordi Sirera                         |
| 1963  | Campionat d'Espanya de velocitat 250cc   | Josep Maria Busquets                 |
| 1964  | Campionat d'Espanya de resistència 250cc | Carles Rocamora - Josep Antoni Carné |
| 1965  | Campionat d'Espanya de motocròs 250cc    | Pere Pi                              |
| 1966  | Campionat d'Espanya de motocròs 250cc    | Pere Pi                              |
| Total | Total                                    | 6                                    |

1. ↑  El 1966 es començà a produir el model LA Cross 66.

### Impala 2 i final

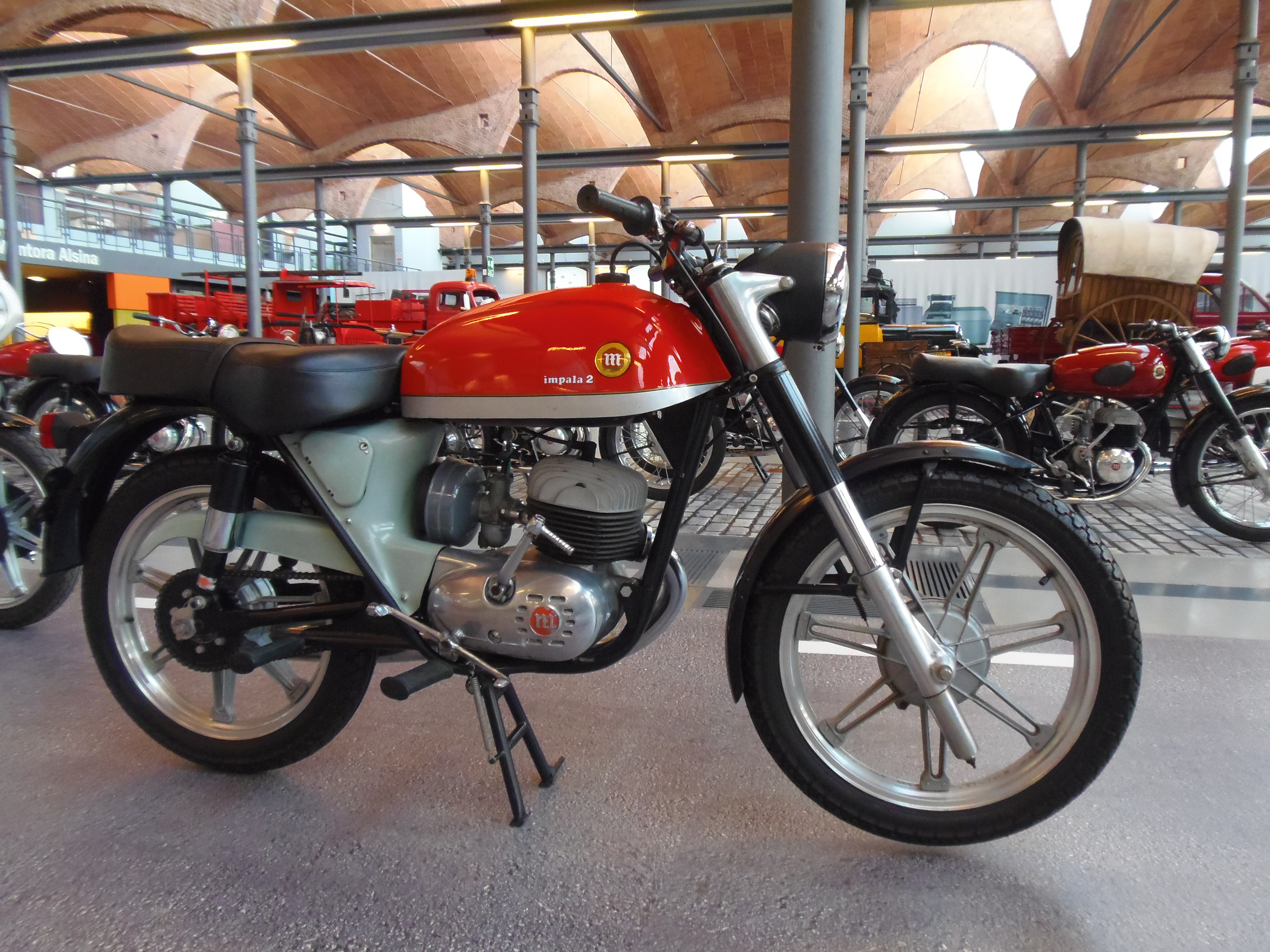
La Impala 2 de 1982

El 1971, la Impala es deixà de fabricar (tret de dues versions, la Kenya i la Comando 70, que es fabricaren fins al 1972) i Montesa s'orientà cap a la moto de fora d'asfalt, en una època en què aquest mercat tingué un creixement espectacular. Deu anys després, el 1981, Leopoldo Milà es comprà una vella Impala per 15.000 pts amb la intenció de reconstruir-la per a ús personal. Aleshores trobà per la fàbrica un motor original completament nou i algunes peces que li mancaven, amb com a resultat una Impala nova. Tot seguit, convencé la direcció de l'empresa que era encara una moto vàlida, en un moment en què la febre de la moto de muntanya ja anava de baixa i la crisi dels 80 feia tornar a models econòmics. Naixia així la Impala 2, amb molt poques modificacions respecte al model original.
Les primeres unitats es començaren a produir el 1982 i el model es presentà oficialment el 1983. Va obtenir també una bona acceptació pel seu preu econòmic (tot i que l'estètica i les motos havien canviat molt en els darrers vint anys). Aviat, però, Montesa entrà en crisi i aquell mateix 1983 començà una col·laboració amb la japonesa Honda. Van començar a produir la Honda MBX 75 a les instal·lacions d'Esplugues, fins que el 1986 la marca japonesa va absorbir completament Montesa.
El 1989, Honda deixà de fabricar la Impala 2 definitivament perquè considerava que les vendes no en justificaven la producció en sèrie, les darreres unitats van sortir al juny d'aquell any. De fet, en l'actualitat, Montesa en fabrica només algunes peces i de la resta se n'encarreguen persones que abans treballaven en la indústria auxiliar per a aquesta marca.

## Actualitat
La Impala ha esdevingut un dels símbols de la Barcelona moderna, essent una moto de barri més que no pas de ciutat: a l'Eixample i la part alta de Barcelona és on se n'hi concentra el major nombre. Un factor que n'explica la supervivència és el fet que ha estat una moto que ha passat de pares a fills durant tres generacions, sobretot entre famílies barcelonines de cert nivell que la prengueren com a símbol de distinció familiar.
Hi ha altres detalls que fan que la Impala s'associï sobretot amb Barcelona: l'anunci de la cervesa Damm del 2008, en què aquestes motos donaven la benvinguda a Thierry Henry al F.C Barcelona, o el serial de TV3 Poblenou, en què un dels protagonistes, en David, invertia el seu temps lliure a restaurar la Impala que el seu pare havia abandonat. A la sitcom 39+1, estrenada a TV3 el 2014, en Manel Vallvé (interpretat per Julio Manrique) és un periodista d'èxit que es desplaça arreu de la ciutat amb la seva Impala Sport.

### Impalada
Un dels esdeveniments més coneguts relacionats amb la Impala és la «Impalada», aplec anual d'usuaris, que s'estrenà el 1980 amb una cinquantena de participants. Des d'aleshores, la Impalada s'ha convocat tradicionalment a Barcelona cap al mes de juny, organitzada per la Penya Motorista Barcelona i en «Kiku» Romeu. Quan la Impala 2 es posà a la venda se superaren els 300 inscrits, i habitualment s'hi apleguen un centenar i mig llarg de motos que participen en una sortida d'uns 200 km per carretera. L'èxit d'aquesta trobada ha donat lloc a una de semblant que es fa a Múrcia. També ha estat l'origen de la Montesada, reunió de simpatitzants de la marca que se celebra anualment a Tona (Osona).

### Modelisme

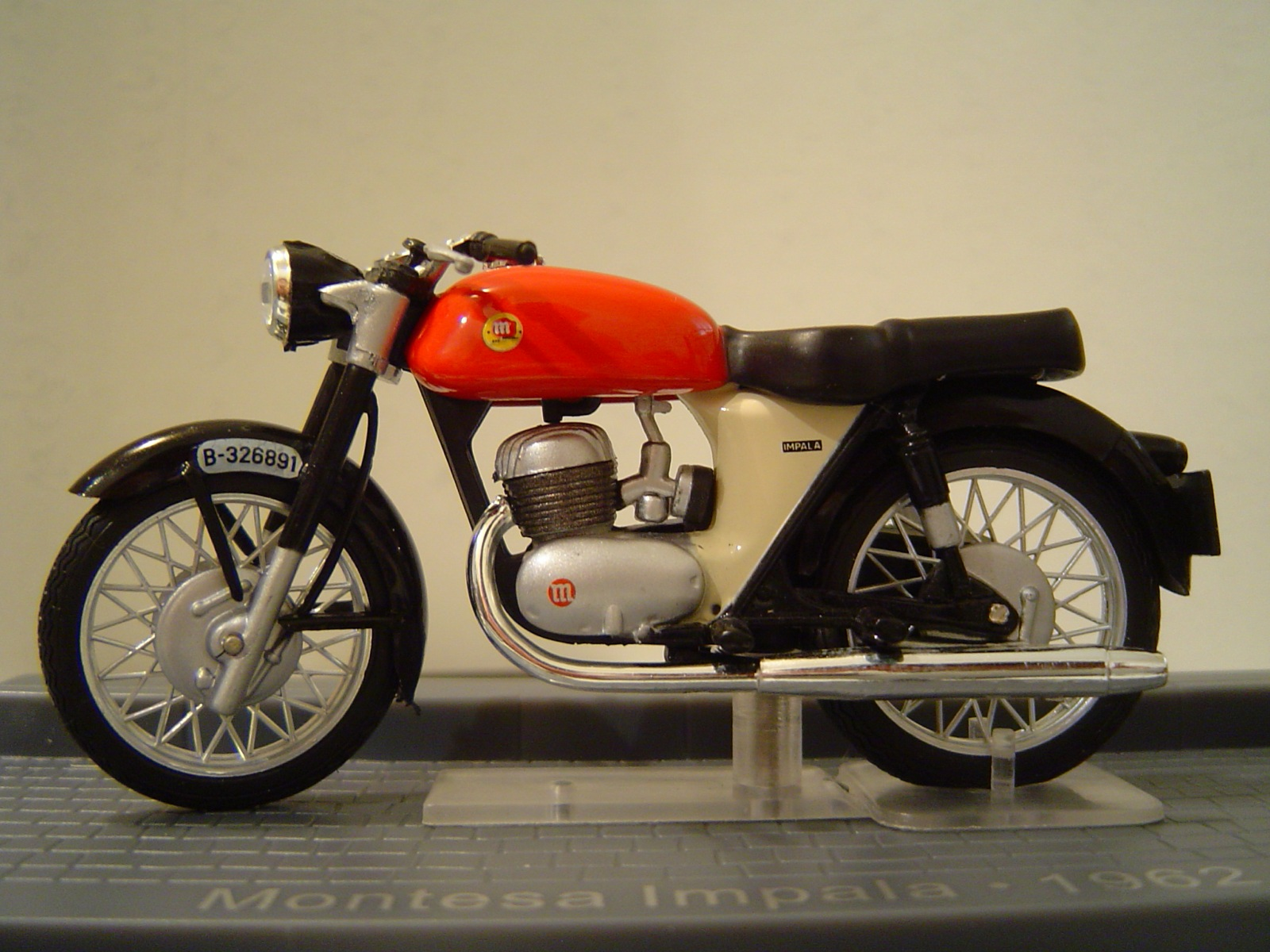
Maqueta d'una Impala Turismo 175 de 1962

Com que és una icona important, la Impala ha generat també molta demanda dins el sector del modelisme. N'hi ha una gran quantitat de reproduccions a escala i maquetes disponibles. Les més conegudes són aquestes:
- Miniatura a escala 1:24 apareguda amb el número 1 de la col·lecció «Grandes motos clásicas de colección», d'Ediciones Altaya, dedicat a aquesta moto. Aparegué el 2004 i el primer fascicle amb la maqueta inclosa costava 2 euros en fase promocional.
- Maqueta a escala 1:15 obra de Manel Olivé Sans (1924-1995), mestre en la construcció de vehicles a escala, feta per encàrrec de Pere Permanyer.
- Maqueta d'una Impala 175 Sport comercialitzada per Ediciones Altaya & Planeta DeAgostini al preu de 800 euros.[24] És una maqueta de qualitat fabricada en una sèrie limitada a mil unitats, basada en la maqueta del prestigiós maquetista Pere Tarragó:[25]

- El 2010, durant la 27a edició de la Fira Auto Retro de Barcelona es presentà la primera maqueta de Pere Tarragó construïda en sèrie: la Montesa Impala 175 Sport 2a sèrie de 1965, reproduïda a escala 1:5 en edició limitada i numerada, amb el segell personal de l'autor en cada exemplar.[26]

- El Museu de la Moto de Bassella ofereix la possibilitat d'encarregar maquetes de Montesa Impala a Pere Tarragó, també a escala 1:5, a 1.500 euros la unitat.[27]

- El desembre de 2014, Altaya Limited Edition presentà una maqueta a escala 1:5 de la Impala 75 Sport, produïda en una sèrie de 1.500 unitats, amb tota mena de detalls realistes com ara suspensió posterior operativa, llums anterior i posterior i comandaments accionables.

## Característiques

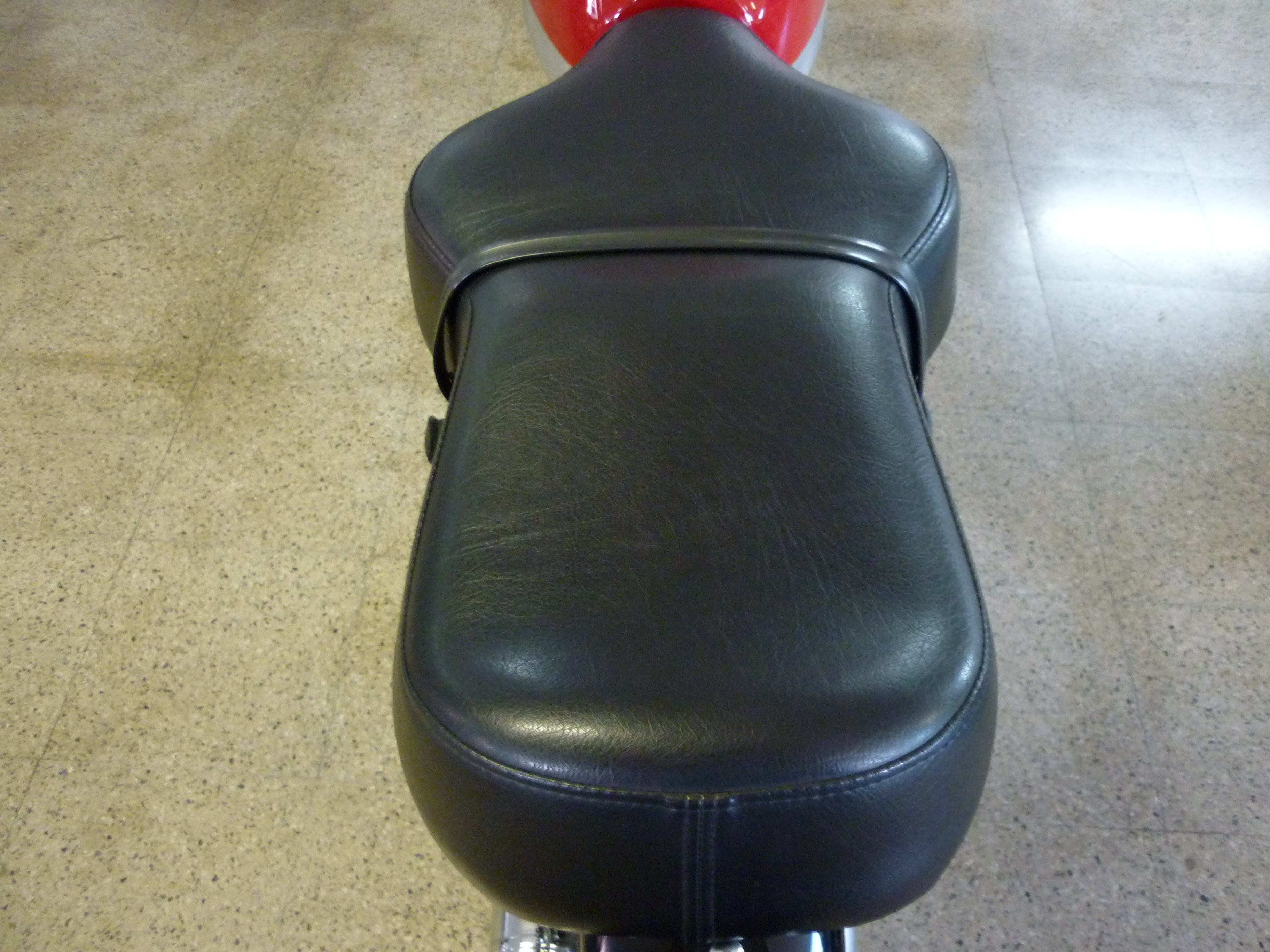
El característic selló de la Impala

A l'hora de crear la Impala, Milà hi aplicà totes les seves idees sobre la moto ideal, des de la transmissió primària per engranatges fins al dipòsit pla per la part inferior. Trets característics de la moto eren el seu dipòsit elevat i un singular seient en forma de guitarra, que es va conservar igual en totes les versions posteriors de la Impala. Quan li preguntaren a Milà sobre el perquè de mantenir-lo, va dir: «Durant aquests anys han canviat moltes coses, però que jo sàpiga, el cul de la gent segueix sent el mateix».
Una de les principals preocupacions de Milà en concebre la Impala va ser que tingués una gran solidesa i un manteniment pràcticament nul. Va tenir molta cura amb la qualitat d'elements com el motor o l'embragatge, muntats sobre un robust bastidor que assegurava una estabilitat excepcional, a la qual s'afegeix la notable frenada dels frens de 180 mm de diàmetre. Milà va voler fer una moto «lògica»i per això la Impala és un conjunt molt equilibrat, en què és difícil destacar un element per sobre d'altres. El motor ofereix uns 10,5 CV en la versió bàsica, i el canvi de quatre marxes és suficient per aprofitar la potència en tota la gamma de revolucions. El conjunt fa una moto destacable per la seva suavitat i qualitat.
Els principals arguments en favor seu eren el bon funcionament i la fiabilitat, les seves bones prestacions i fins i tot una sonoritat peculiar. Era també un model molt versàtil, que s'adaptava perfectament a tota mena de modalitats esportives, com ara la velocitat, la resistència, els ral·lis i el motocròs. Tant és així, que la Impala (sobretot el motor) fou la base dels futurs models estrella de Montesa en les modalitats del motocròs (la Cappra) i el trial (la Cota 247, probablement el model més famós de Montesa i obra també de Milà).

## Versions

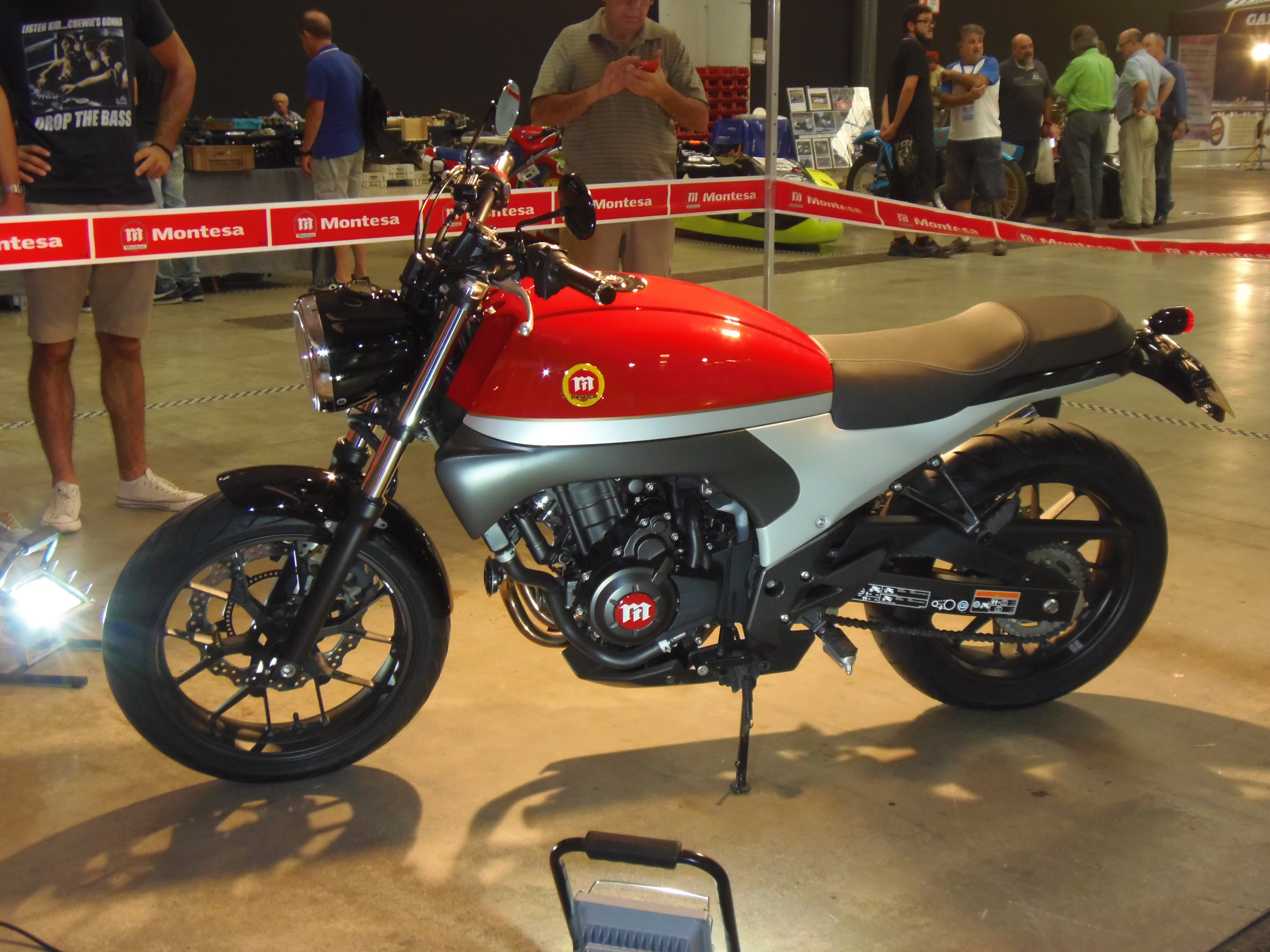
El prototipus Impala 3 de 2016

Històricament, totes les versions de la Impala es fabricaren en dues cilindrades: 175 cc i, d'ençà de 1964, 250 cc (més concretament, cubicaven 174,77 i 247,69 cc respectivament). A partir del llançament de la Impala 2, el 1982, se'n produí també una versió de 125 cc (cubicava 123,6 cc).
Per bé que fou en essència una moto de carretera i ciutat, de la Impala n'aparegueren també diverses versions de fora d'asfalt: La Impala Cross i la LA Cross 66 de motocròs (substituïdes a partir de 1967 per la cèlebre Cappra) i la Texas –també anomenada Scorpion– d'enduro. N'hi hagué fins i tot un prototipus de trial que fou la base pel posterior model Trial 250, amb el qual Pere Pi guanyà el primer Campionat d'Espanya de trial el 1968. Pel que fa a les versions de carretera, les inicials de turisme, més tranquil·les, donaren pas més tard a versions més potents i esportives anomenades Sport. N'aparegueren també versions econòmiques, comercialitzades amb el nom de Comando (nom heretat d'un altre model més antic de la marca) i Kenya.
El 2016 es va presentar un prototipus en fase de desenvolupament, anomenat Impala 3, fet a Barcelona sobre la base d'una Honda CB500F.

### Llista de versions produïdes
| Id. Model                 | Versió                    | Cilindrada                | Anys                      | Núm. Sèrie                | Unitats | Modalitat | Pintura dipòsit                   |
| ------------------------- | ------------------------- | ------------------------- | ------------------------- | ------------------------- | ------- | --------- | --------------------------------- |
| 4M                        | Impala Turismo            | 175                       | 1962 - 1971               | 4M0001                    | 17.970  | Turisme   | Vermell                           |
| 3M                        | Impala Sport 175          | 175                       | 1963 - 1971               | 3M0001                    | 9.157   | Turisme   | Vermell amb franja argentada      |
| 6M                        | Impala Comando 175        | 175                       | 1963 - 1970               | 6M0001                    | 21.110  | Turisme   | Vermell                           |
|                           |                           |                           |                           |                           |         |           |                                   |
| 13M                       | Impala Cross 175          | 175                       | 1963                      | 13M0001 - 75              | 75      | Motocròs  | Vermell amb franja argentada      |
| 13M                       | Impala Cross 250          | 250                       | 1964 - 1965               | 13M0076                   | 1.075   | Motocròs  | Vermell amb franja argentada      |
|                           |                           |                           |                           |                           |         |           |                                   |
| -                         | Impala Trial              | 250                       | 1966                      | Prototipus                | 0       | Trial     | Vermell amb franja argentada      |
| 15M                       | Impala Sport 250          | 250                       | 1966 - 1969               | 15M0001                   | 1.640   | Turisme   | Vermell amb franja argentada      |
| 25M                       | Impala Sport 250 USA      | 250                       | 1966 - 1969               | 25M0001                   | 700     | Turisme   | Vermell amb franja argentada      |
|                           |                           |                           |                           |                           |         |           |                                   |
| 8M                        | Kenya Azul/Roja           | 175                       | 1966 - 1972               | 8M0001                    | 2.908   | Turisme   | Blau/Vermell amb franja argentada |
| 23M                       | LA Cross 66               | 250                       | 1966 - 1967               | 23M0001                   | 1.333   | Motocròs  | Groc/Vermell amb franja negra     |
|                           |                           |                           |                           |                           |         |           |                                   |
| 12M                       | Texas 175                 | 175                       | 1966 - 1971               | 12M0001                   | 186     | Enduro    | Groc amb franja negra             |
| 24M                       | Texas Scorpion 250        | 250                       | 1966 - 1971               | 24M0001                   | 2.410   | Enduro    | Groc amb franja negra             |
|                           |                           |                           |                           |                           |         |           |                                   |
| 9M                        | Impala Comando 70         | 175                       | 1970 - 1972               | 9M0001                    | 210     | Turisme   | Vermell amb franja negra          |
|                           |                           |                           |                           |                           |         |           |                                   |
| 4M2                       | Impala 2                  | 125                       | 1982 - 1989               | 4M20001                   | 17.970  | Turisme   | Vermell amb franja negra          |
| 4M2                       | Impala 2                  | 175                       | 1982 - 1989               | 4M20001                   | 17.970  | Turisme   | Vermell amb franja argentada      |
| Total d'unitats produïdes | Total d'unitats produïdes | Total d'unitats produïdes | Total d'unitats produïdes | Total d'unitats produïdes | 58.774  |           |                                   |

1. 1 2 3   El total de 17.970 unitats correspon al global dels models Impala Turismo i Impala 2 junts.

### Turismo
El codi de model 4M identificava la Turismo 175. Fou la primera versió de la Impala i base de totes les posteriors realitzacions d'aquest model. Equipada amb un motor de 174,77 cc i 4 velocitats, oferia 10,5 CV i arribava als 100 km/h. Se'n conserva un exemplar al Museu de les Arts Decoratives, que forma part del DHUB, i un altre al Museu de la Moto de Barcelona, entre d'altres.
Fitxa tècnica
| Montesa Impala     | Montesa Impala                                            | Montesa Impala |
| ------------------ | --------------------------------------------------------- | -------------- |
|                    | Turismo 175                                               |                |
| Model              | 4M                                                        |                |
| Núm. Sèrie         | 4M0001                                                    |                |
| Anys               | 1962 - 1971                                               |                |
| Diàmetre x Carrera | 60,9 x 60 mm                                              |                |
| Compressió         | 8,5:1                                                     |                |
| CC                 | 174,77                                                    |                |
| CV                 | 10,5 a 5.500 rpm                                          |                |
| Carburador         | Irz 22 mm                                                 |                |
| Canvi              | 4 velocitats                                              |                |
| Velocitat màxima   | 100 km/h                                                  |                |
| Suspensió davant   | Forquilla telehidràulica                                  |                |
| Suspensió darrera  | Amortidors doble efecte                                   |                |
| Pneumàtics         | 1962-64: 2,75 x 19 (dv i dr) 1965-71: 2,75 x 18 (dv i dr) |                |
| Frens              | Tambor 180 (dv i dr)                                      |                |
| Pes en sec         | 95 kg                                                     |                |
| Dipòsit            | Vermell                                                   |                |

### Sport 175
El codi de model 3M identificava la Sport 175, versió esportiva equipada amb manillar baix, fre anterior de doble lleva, canvi de relació tancada i motor de 18 CV.
Fitxa tècnica
| Montesa Impala     | Montesa Impala                                            | Montesa Impala |
| ------------------ | --------------------------------------------------------- | -------------- |
|                    | Sport 175                                                 |                |
| Model              | 3M                                                        |                |
| Núm. Sèrie         | 3M0001                                                    |                |
| Anys               | 1963 - 1971                                               |                |
| Diàmetre x Carrera | 60,9 x 60 mm                                              |                |
| Compressió         | 12:1                                                      |                |
| CC                 | 174,77                                                    |                |
| CV                 | 18 a 7.000 rpm                                            |                |
| Carburador         | Irz/Amal 22/25 mm                                         |                |
| Canvi              | 4 velocitats                                              |                |
| Velocitat màxima   | 131 km/h                                                  |                |
| Suspensió davant   | Forquilla telehidràulica                                  |                |
| Suspensió darrera  | Amortidors doble efecte                                   |                |
| Pneumàtics         | 1963-64: 2,75 x 19 (dv i dr) 1965-71: 2,75 x 18 (dv i dr) |                |
| Frens              | Tambor 180 (dv i dr)                                      |                |
| Dipòsit            | Vermell amb franja argentada                              |                |

### Comando
El codi de model 6M identificava la Comando 175, una versió econòmica de la Impala amb llandes de ferro i motor de 9 CV, producte d'un carburador de 18 mm adoptat amb la finalitat de reduir el consum de combustible. Cal dir que el nom de Comando era reaprofitat d'un altre model més antic, similar a la Brío, que Montesa havia comercialitat entre 1959 i 1961.
Fitxa tècnica
| Montesa Impala     | Montesa Impala                                            | Montesa Impala |
| ------------------ | --------------------------------------------------------- | -------------- |
|                    | Comando 175                                               |                |
| Model              | 6M                                                        |                |
| Núm. Sèrie         | 6M0001                                                    |                |
| Anys               | 1963 - 1970                                               |                |
| Diàmetre x Carrera | 60,9 x 60 mm                                              |                |
| Compressió         | 8.5:1                                                     |                |
| CC                 | 174,77                                                    |                |
| CV                 | 9 a 5.500 rpm                                             |                |
| Carburador         | Amal/Irz 18 mm                                            |                |
| Canvi              | 4 velocitats                                              |                |
| Velocitat màxima   | 100 km/h                                                  |                |
| Suspensió davant   | Forquilla telehidràulica                                  |                |
| Suspensió darrera  | Amortidors simple efecte                                  |                |
| Pneumàtics         | 1963-64: 2,75 x 19 (dv i dr) 1965-70: 2,75 x 18 (dv i dr) |                |
| Frens              | Tambor 180 (dv i dr)                                      |                |
| Dipòsit            | Vermell                                                   |                |

### Cross
El codi de model 13M identificava la Impala Cross, la primera versió de motocròs de la Impala. Fou la primera motocicleta d'aquesta modalitat que l'empresa produí en sèrie i l'antecessora directa de la Cappra de 1967.

### Sport 250
Els codis de model 15M i 25M identificaven la Sport 250. Fou la versió més elaborada de la gamma, amb motor de 27 CV i canvi de relació tancada. La variant Sport 250 USA es creà expressament per al mercat nord-americà, destacant-ne el color blau i l'alçada del manillar.
Fitxa tècnica
| Montesa Impala     | Montesa Impala               | Montesa Impala            | Montesa Impala |
| ------------------ | ---------------------------- | ------------------------- | -------------- |
|                    | Sport 250                    | Sport 250 USA             |                |
| Model              | 15M                          | 25M                       |                |
| Núm. Sèrie         | 15M0001                      | 25M0001                   |                |
| Anys               | 1966 - 1969                  | 1966 - 1969               |                |
| Diàmetre x Carrera | 72,55 x 60 mm                | 72,55 x 60 mm             |                |
| Compressió         | 12:1                         | 10,5:1                    |                |
| CC                 | 247,69                       | 247,69                    |                |
| CV                 | 18 a 7.000 rpm               | 26 a 7.500 rpm            |                |
| Carburador         | Irz/Amal 22/25 mm            | Amal 30 mm                |                |
| Canvi              | 4 velocitats                 | 4 velocitats              |                |
| Velocitat màxima   | 150 km/h                     | 155 km/h                  |                |
| Suspensió davant   | Forquilla telehidràulica     | Forquilla telehidràulica  |                |
| Suspensió darrera  | Amortidors doble efecte      | Amortidors 5 posicions    |                |
| Pneumàtics         | 2,75 x 19 (dv i dr)          | 2,75 x 19 (dv i dr)       |                |
| Frens              | Tambor 180 (dv i dr)         | Tambor 180 (dv i dr)      |                |
| Pes en sec         | 99 kg                        | ?                         |                |
| Dipòsit            | Vermell amb franja argentada | Blau amb franja argentada |                |

### Kenya
El codi de model 8M identificava la Kenya, una versió lleugera i estilitzada de la Impala, amb llandes de disset polzades i dipòsit de menor capacitat. Se'n fabricaren en color blau i vermell.

### LA Cross 66
El codi de model 23M identificava la LA Cross 66, una nova versió de motocròs creada específicament per al mercat nord-americà a partir de la Impala Cross. Tot i ser encara un model rudimentari, fou l'antecedent directe de la Cappra, una de les motocicletes de motocròs més reeixides de la seva època.

### Texas
Els codis de model 12M i 24M identificaven la Texas, una versió de la Impala a mig camí de l'enduro i el trail. La versió 250 fou coneguda també com a Scorpion i anava destinada al mercat nord-americà.

### Comando 70
El codi de model 9M identificava la Comando "70", actualització d'aquesta versió econòmica de la Impala amb llandes de ferro. L'anterior carburador de 18 mm fou descartat en favor d'un de 22, amb la qual cosa el motor esdevingué més potent.
Fitxa tècnica
| Montesa Impala     | Montesa Impala                     |
| ------------------ | ---------------------------------- |
|                    | Comando 70                         |
| Model              | 9M                                 |
| Núm. Sèrie         | 9M0001                             |
| Anys               | 1970 - 1972                        |
| Diàmetre x Carrera | 60,9 x 60 mm                       |
| Compressió         | 8,5:1                              |
| CC                 | 174,77                             |
| CV                 | 10,5 a 5.500 rpm                   |
| Carburador         | Irz 22 mm                          |
| Canvi              | 4 velocitats                       |
| Velocitat màxima   | 100 km/h                           |
| Suspensió davant   | Forquilla telehidràulica           |
| Suspensió darrera  | Amortidors hidràulics doble efecte |
| Pneumàtics         | 2,75 x 18 (dv) 3 x 18 (dr)         |
| Frens              | Tambor 180 (dv i dr)               |
| Dipòsit            | Vermell amb franja negra           |

### 2

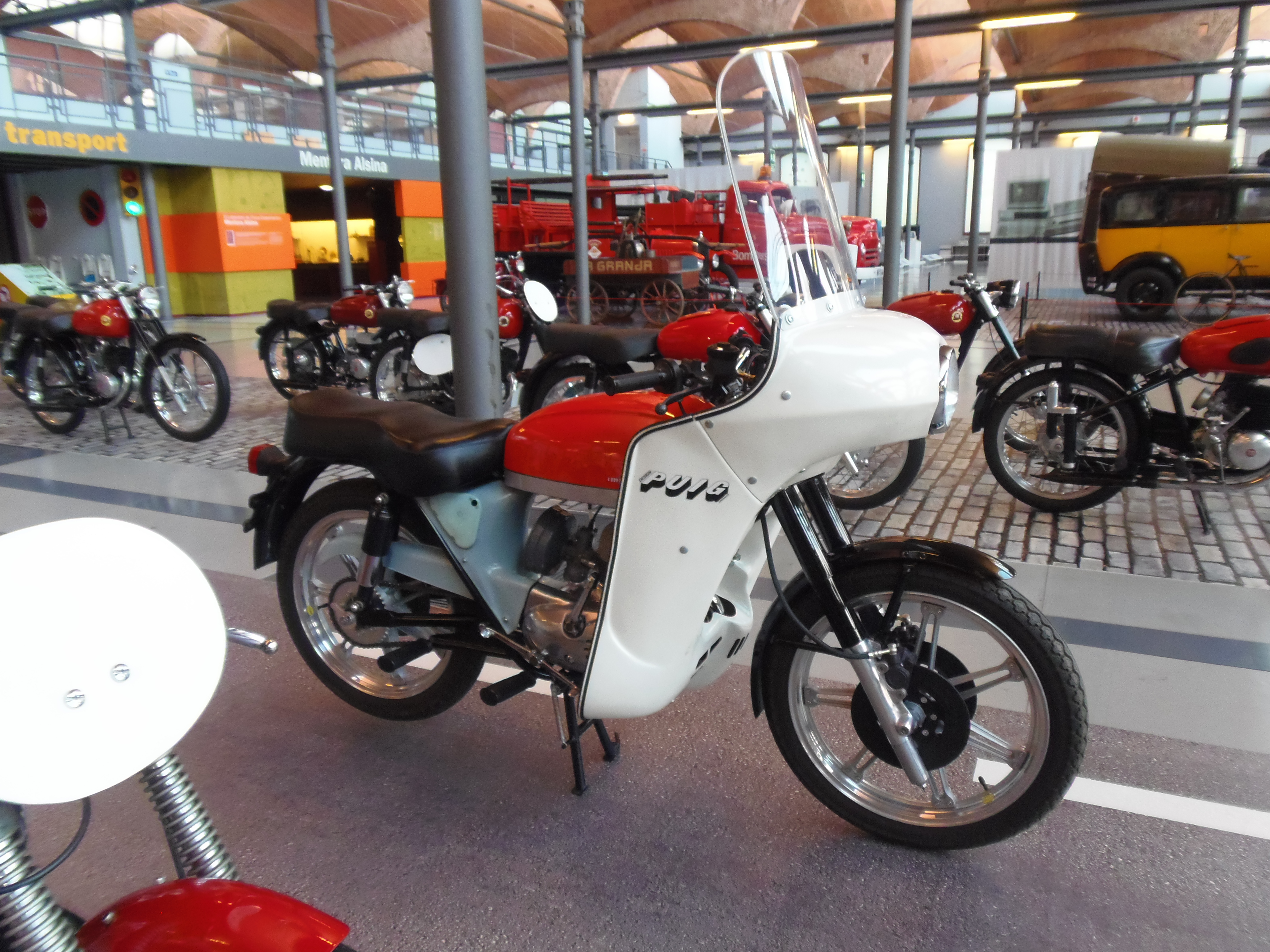
La versió Rally de la Impala 2, de 1985

Les principals innovacions de la Impala 2 (identificada amb el codi de model 4M2) eren les seves llandes integrals, encesa electrònica i dipòsit de fibra. A banda, fou l'única versió de la gamma a incloure també la cilindrada dels 125 cc.
Fitxa tècnica
| Montesa Impala 2   | Montesa Impala 2           | Montesa Impala 2                   | Montesa Impala 2 |
| ------------------ | -------------------------- | ---------------------------------- | ---------------- |
|                    | 125                        | 175                                |                  |
| Model              | 4M2                        | 4M2                                |                  |
| Núm. Sèrie         | 4M20001                    | 4M20001                            |                  |
| Anys               | 1982 - 1989                | 1982 - 1989                        |                  |
| Diàmetre x Carrera | 54 x 54 mm                 | 60,9 x 60 mm                       |                  |
| Compressió         | ?                          | 8,5:1                              |                  |
| CC                 | 123,6                      | 174,77                             |                  |
| CV                 | ?                          | 10,5 a 5.500 rpm // 9,4 a 4.700    |                  |
| Carburador         | Amal 22 mm                 | Amal 22 mm                         |                  |
| Canvi              | 4 velocitats               | 4 velocitats                       |                  |
| Velocitat màxima   | 95 km/h                    | 100 km/h                           |                  |
| Suspensió davant   | Forquilla telehidràulica   | Forquilla telehidràulica           |                  |
| Suspensió darrera  | Amortidors hidràulics      | Amortidors hidràulics doble efecte |                  |
| Pneumàtics         | 2,75 x 18 (dv) 3 x 18 (dr) | 2,75 x 18 (dv) 3 x 18 (dr)         |                  |
| Frens              | Tambor 150 (dv i dr)       | Tambor 150 (dv i dr)               |                  |
| Pes en sec         | 95 kg                      | 95 kg                              |                  |
| Dipòsit            | Vermell amb franja negra   | Vermell amb argentada              |                  |